# Walterswil (Berne)
Pour les articles homonymes, voir Walterswil.
Walterswil est une commune suisse du canton de Berne, située dans l'arrondissement administratif de Haute-Argovie.